# 鴻臚館
鴻臚館（こうろかん）は平安時代に設置された外交および海外交易の施設である。前身として筑紫館や難波館が奈良時代以前から存在した。
その名称は北斉からあった九寺のうちの外交施設「鴻臚寺」に由来し、唐の時代にその名称が日本に導入された。「鴻」は大きな鳥の意から転じて大きいの意。「臚」は腹の意から転じて伝え告げるの意。「鴻臚」という言葉は外交使節の来訪を告げる声を意味していた。

## 筑紫の鴻臚館

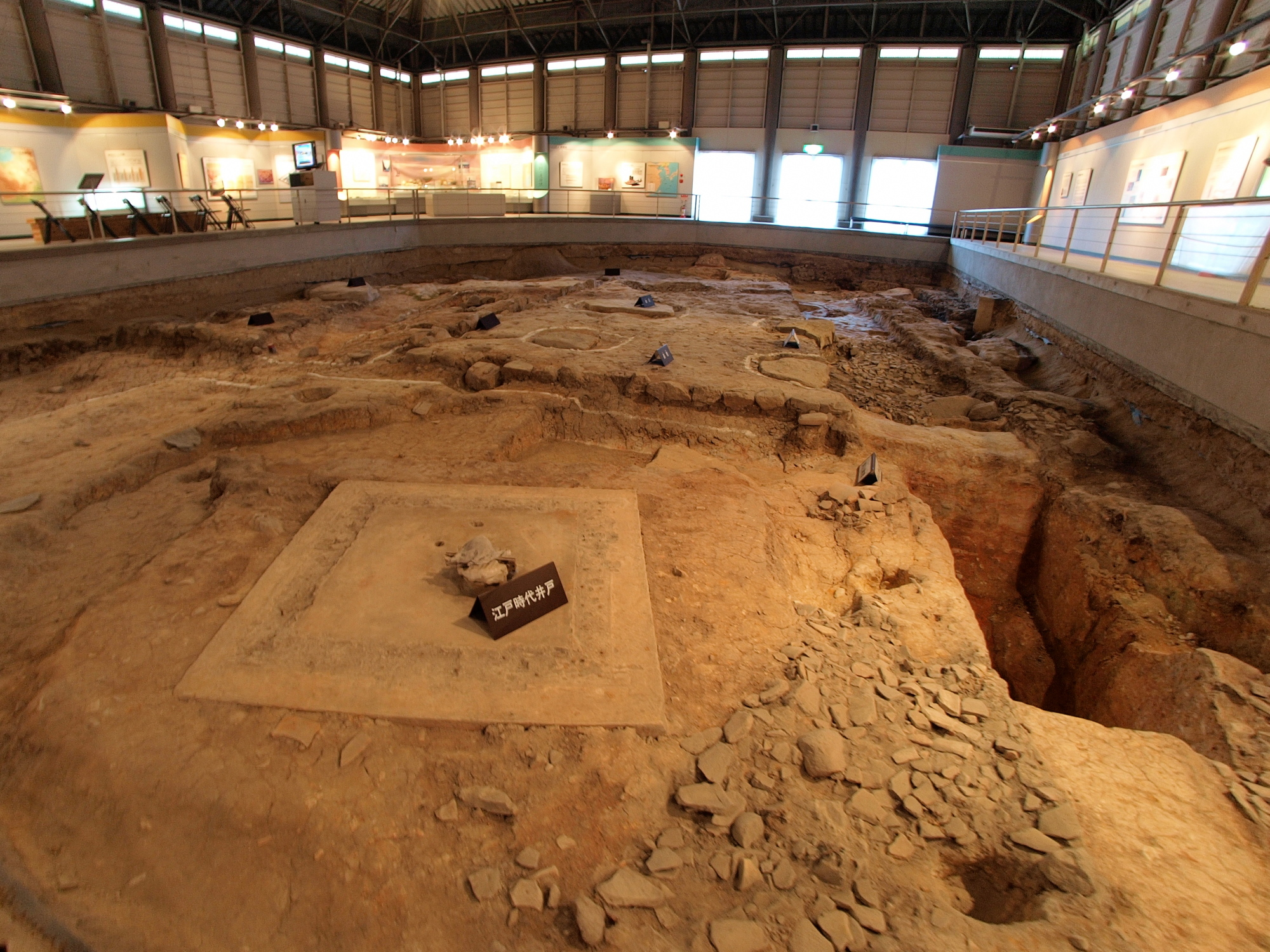
鴻臚館の遺構

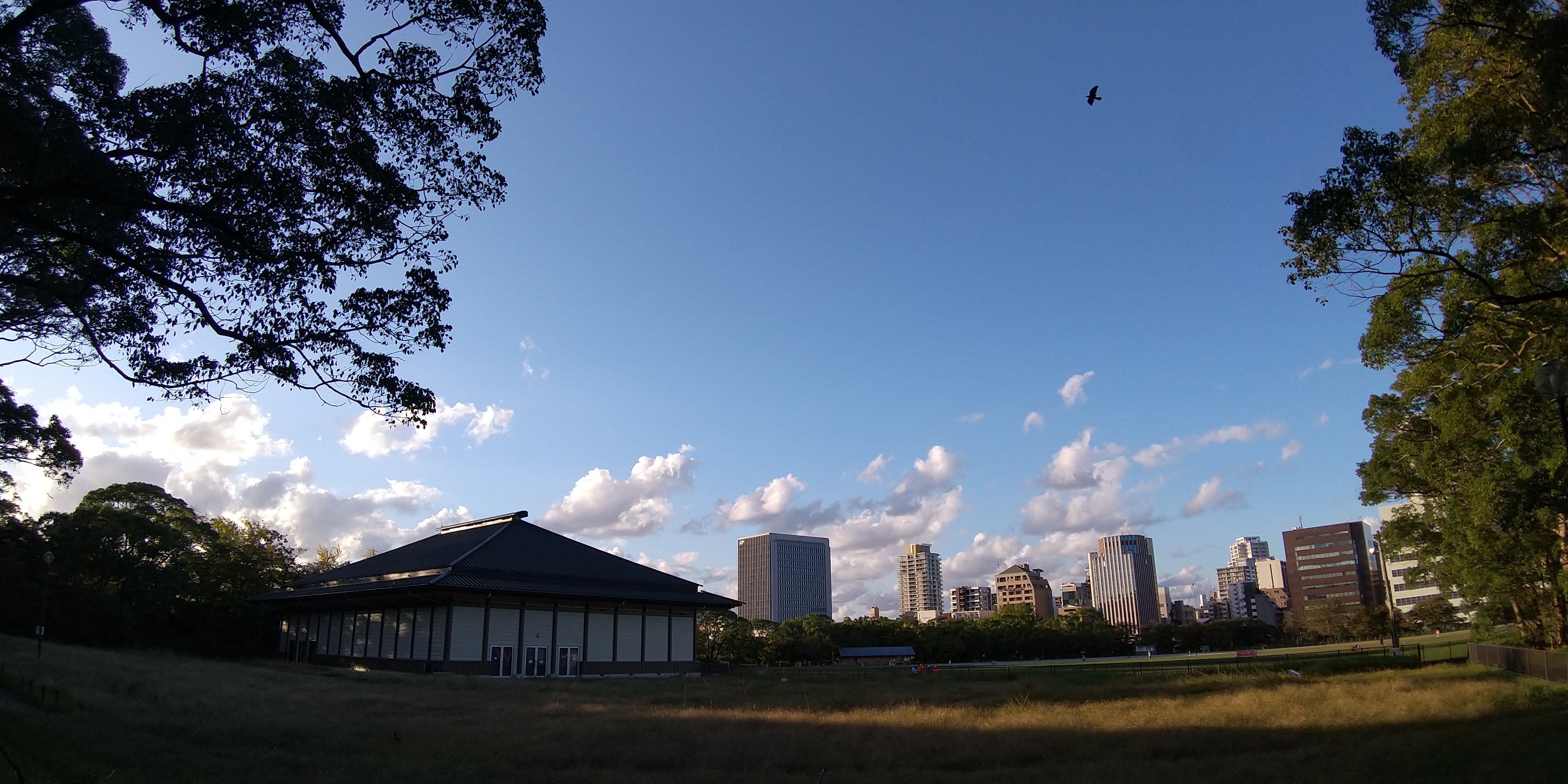
鴻臚館跡の全景

筑紫の鴻臚館は現在の福岡県福岡市中央区城内にあった。福岡城敷地内に位置する。遺構が見つかっている唯一の鴻臚館である。
筑紫（現在の福岡県西部）の外交施設の原型は魏志倭人伝の時代に遡るとされる。糸島半島にあったとされる伊都国には「郡使の往来、常に駐まる所なり」と記された外交施設が存在していた。ただし施設名や場所についての記録は残っていない。

### 筑紫館
磐井の乱（527年 - 528年）の後、宣化元年（536年）に那津のほとりに通称「那津官家（なのつのみやけ）」を設置し、九州支配と外交の役目を果たす。推古17年（609年）には筑紫大宰（つくしのおほみこともちのつかさ）の名で『日本書紀』に登場。白村江の戦いの翌年（664年）に行政機能は内陸の大宰府（現在の太宰府市）に移転、那津のほとりには大宰府の機関のひとつとして海外交流および国防の拠点施設が残された。
この施設は筑紫館（つくしのむろつみ）と呼ばれ、唐・新羅・渤海の使節を迎える迎賓館兼宿泊所として機能し、海外使節はまず鴻臚館に入館して大宰府や都へ上ることとなっていた。筑紫館と大宰府の間は約16キロメートルだが、そこを最大幅10メートルの側溝を完備した直線道路が敷設されていた。ただしこの道路は8世紀内に廃道となる。持統2年（688年）には筑紫館で新羅国使全霜林を饗したと『日本書紀』に記されている。また海外へ派遣される国使や留学僧らのための公的な宿泊所としても用いられた。天平8年（736年）に新羅へ派遣される遣新羅使が筑紫館で詠んだ歌が『万葉集』に収録されている。律令制においては治部省玄蕃寮の管轄であった。筑紫館はまた外国商人らの検問・接待・交易などに用いられた。

### 大宰鴻臚館
鴻臚の名は入唐留学僧円仁の『入唐求法巡礼行記』の承和4年（837年）の記述に初めて登場する。承和5年（838年）には第19回遣唐使の副使であった小野篁が唐人沈道古と大宰鴻臚館にて詩を唱和したとあり、承和9年（842年）の太政官符にも鴻臚館の名が記載されており、嘉祥2年（849年）には唐商人53人の来訪が大宰府から朝廷へ報告されている。
天安2年（858年）には留学僧円珍が商人李延孝の船で帰朝し、鴻臚館北館門楼で歓迎の宴が催されたと『園城寺文書』にある。貞観3年（861年）および貞観7年（865年）には李延孝が再び鴻臚館を訪れている。この傾向は菅原道真により寛平6年（894年）に遣唐使が廃止されたのちに強まった。
当初鴻臚館での通商は官営であった。商船の到着が大宰府に通達され、大宰府から朝廷へ急使が向かう。そして朝廷から唐物使（からものつかい）という役人が派遣され、経巻や仏像仏具、薬品や香料など宮中や貴族から依頼された商品を優先的に買い上げた。残った商品を地方豪族や有力寺社が購入した。商人は到着から通商までの3か月から半年間を鴻臚館内で滞在。宿泊所や食事は鴻臚館側が供出した。その後延喜3年（903年）の太政官符には朝廷による買上前の貿易が厳禁されており、貿易が官営から私営に移行していることが窺える。そして延喜9年（909年）には唐物使に代わって大宰府の役人に交易の実務を当たらせている。
貞観11年（869年）の新羅の入寇の後、警固所として鴻臚中島館を建設し大宰府の兵や武具を移した。また1019年の刀伊の入寇の後、山を背にした地に防備を固めたという記述があり、これも鴻臚館の警固所を指しているとされる。
やがて時代が下って北宋・高麗・遼の商人とも交易を行ったが、11世紀には、聖福寺・承天寺・筥崎宮・住吉神社ら有力寺社や有力貴族による私貿易が盛んになって現在の博多から箱崎の海岸が貿易の中心となり、大宋国商客宿坊と名を変えた鴻臚館での貿易は衰退。永承2年（1047年）には放火される。寛治5年（1091年）に宋商人李居簡が鴻臚館で写経した記述を最後に文献上から消えることとなる。

### 建設位置と発掘調査

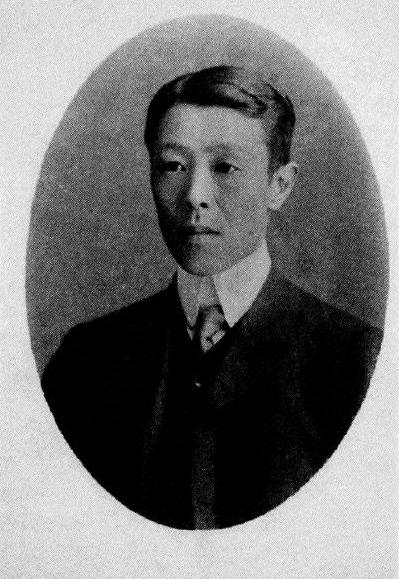
中山平次郎

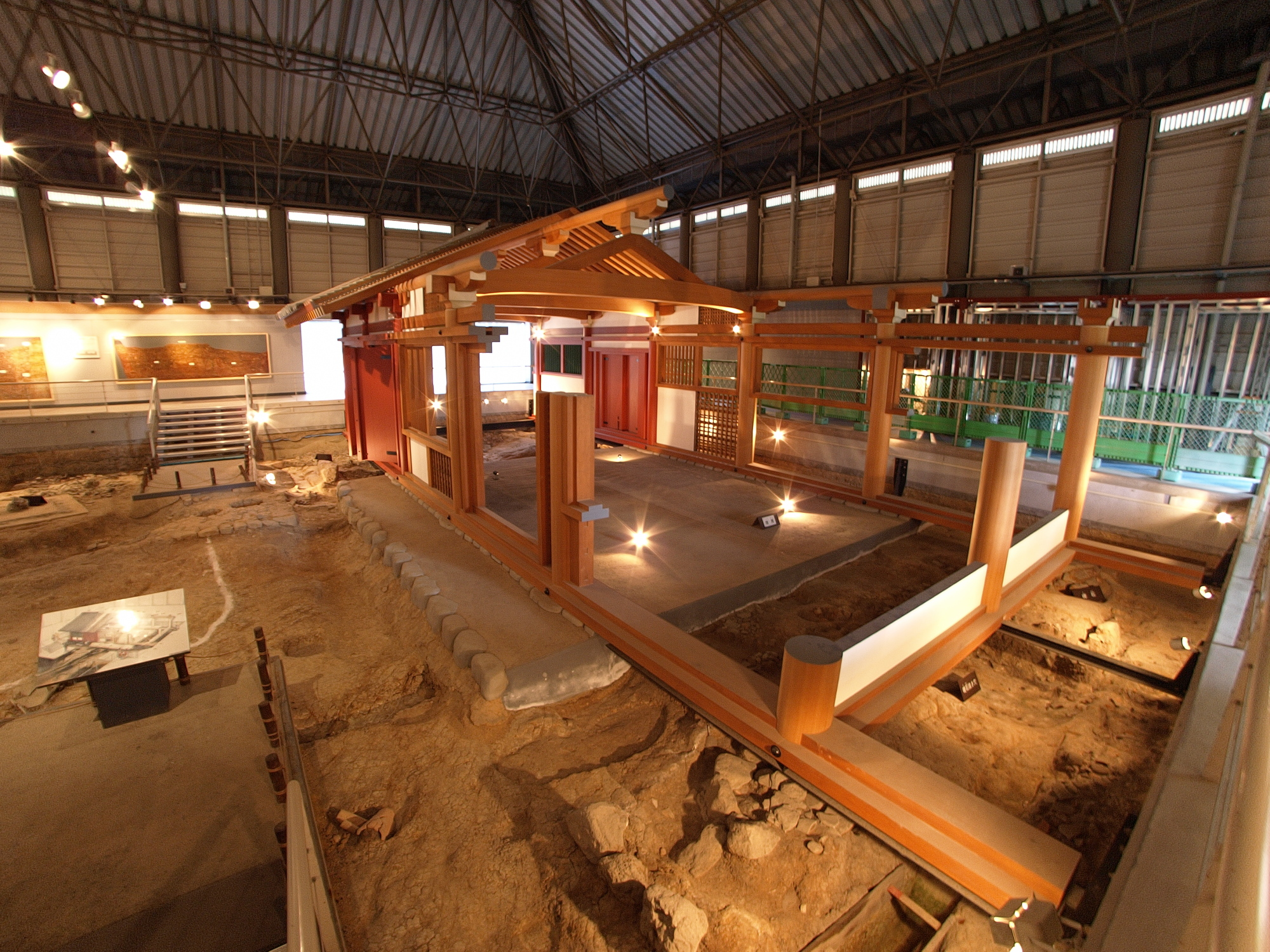
復元された鴻臚館の一部

江戸時代に福岡藩の学者青柳種信・長野種正・伊藤常足らが鴻臚館の位置を博多部の官内町（現在の福岡市博多区中呉服町付近）だと唱え、この説は大正時代まで広く信じられていた。しかし、九州帝国大学医学部教授の中山平次郎が、万葉集の記述などを検討し福岡城址説を提唱した。当時、福岡城址には帝国陸軍歩兵第24連隊が駐屯していたが、1915年の博多どんたくによる同連隊の開放日に中山は兵営内を踏査し、古代の瓦を表面採集。1926年から1927年の「考古学雑誌」に論文を発表した。さらに、同連隊で兵役についていた鏡山猛が弾薬庫の歩哨のかたわら古代瓦の破片を採集したことも中山説の傍証となった。この2人はのちの1930年に九州考古学会を立ち上げている。
戦後の1948年、歩兵第24連隊兵営跡地に国民体育大会に伴う競技場建設が行なわれ、翌1949年には平和台野球場が建設された。この建設工事に際しては、1950年に中山平次郎に師事していた高野孤鹿・大場憲郎が大量の瓦や中国越州窯系青磁を採集し、1951年には瓦や越州窯系青磁と共に鴻臚館遺構の一部と考えられる礎石が出土したが、いずれも正式な発掘調査が行われず、遺構はそのまま破壊されたものと考えられていた。しかし、1957年に改修工事が行われた際に3,000点の陶片が出土、うち一部が中国越州窯系青磁のものと同定される。そして1987年の球場外野席改修工事による発掘調査で、破壊されたとみなされてきた遺構の一部が良好な状態で発見され、残る遺構も同様に残存している可能性が急浮上した。
平和台球場は1950年〜1978年まで西鉄（後の太平洋クラブ、クラウンライター）ライオンズ、1989年〜1992年まで福岡ダイエーホークスが本拠地としていたが、ダイエーが1993年に本拠地を福岡ドーム（現：みずほPayPayドーム福岡）に移した後、歴史公園整備事業の開始に伴って1997年に閉鎖した。その後、スタンド等の建築物を解体した1999年から始まった本格的な発掘調査は現在も続いており、2004年5月には国の史跡に指定された。
発掘調査によって木簡や瓦類が出土。他にも越州窯青磁・長沙窯磁器・荊窯白磁・新羅高麗産の陶器・イスラム圏の青釉陶器・ペルシアガラスが出土している。また建造物の第1期から第5期に区分される時代的変遷が判明。ただし、9世紀後半からの第4期と10世紀後半〜11世紀前半の第5期の遺構は福岡城建築によって破壊されている。奈良時代のトイレ遺構の寄生虫卵分析により、豚や猪を常食する外国人のトイレと日本人のトイレが別々に設けられていたことが判明している。さらに、男女別のトイレであり、トイレットペーパーには籌木（ちゅうぎ）という棒きれが使われていたことが判明している。
発掘調査が終了した南側遺構には1995年に鴻臚館跡展示館が建てられ、検出された遺構や出土した遺物が展示されている。
2016年春、遺構を埋め戻し、芝生広場として開放された。建造物跡地を示す印がつけられている。

### 利用案内
12月29日〜1月3日を除く9時〜17時（入館は16時30分まで）。入場無料。

### 交通アクセス
福岡市地下鉄空港線赤坂駅下車徒歩10分。
西鉄バス福岡城・鴻臚館前バス停下車徒歩3分、赤坂三丁目バス停下車徒歩5分。

## 難波の鴻臚館
難波の鴻臚館は難波津（渡辺津）にあったとされ、現在の大阪府大阪市の中央区と北区に架かる天満橋から天神橋の間、あるいは中央区高麗橋近辺、または中央区心斎橋筋の三津寺付近にあったと考えられる。
古墳時代から畿内の港として往来のあった難波津には外交施設として難波館（なにわのむろつみ）があり、『日本書紀』には継体6年（512年）12月に百済武寧王の使者が調を貢献するとともに任那四県の割譲を求めて館に留まったとある。これが外国使節を宿泊させる客館の初見である。
欽明22年（561年）には難波大郡（なにわのおおごおり）にて百済と新羅の使者を接待する。そののち推古16年（608年）4月に隋煬帝の使者裴世清が来訪するにあたって、まず筑紫に滞在させ、その間に「高麗館（こまのむろつみ）の上に新館を造る」（『日本書紀』）ことで歓迎の準備を整えている。斉明6年（660年）5月8日には高句麗使の賀取文が難波館に到着した。
鴻臚館という名称が難波館に用いられた年代は定かではないが、そののち承和11年（844年）に難波の鴻臚館が摂津国国府の政庁に転用され廃止されたとの記録が残っている（『続日本後紀』承和11年10月戊子条）。

## 平安京の鴻臚館

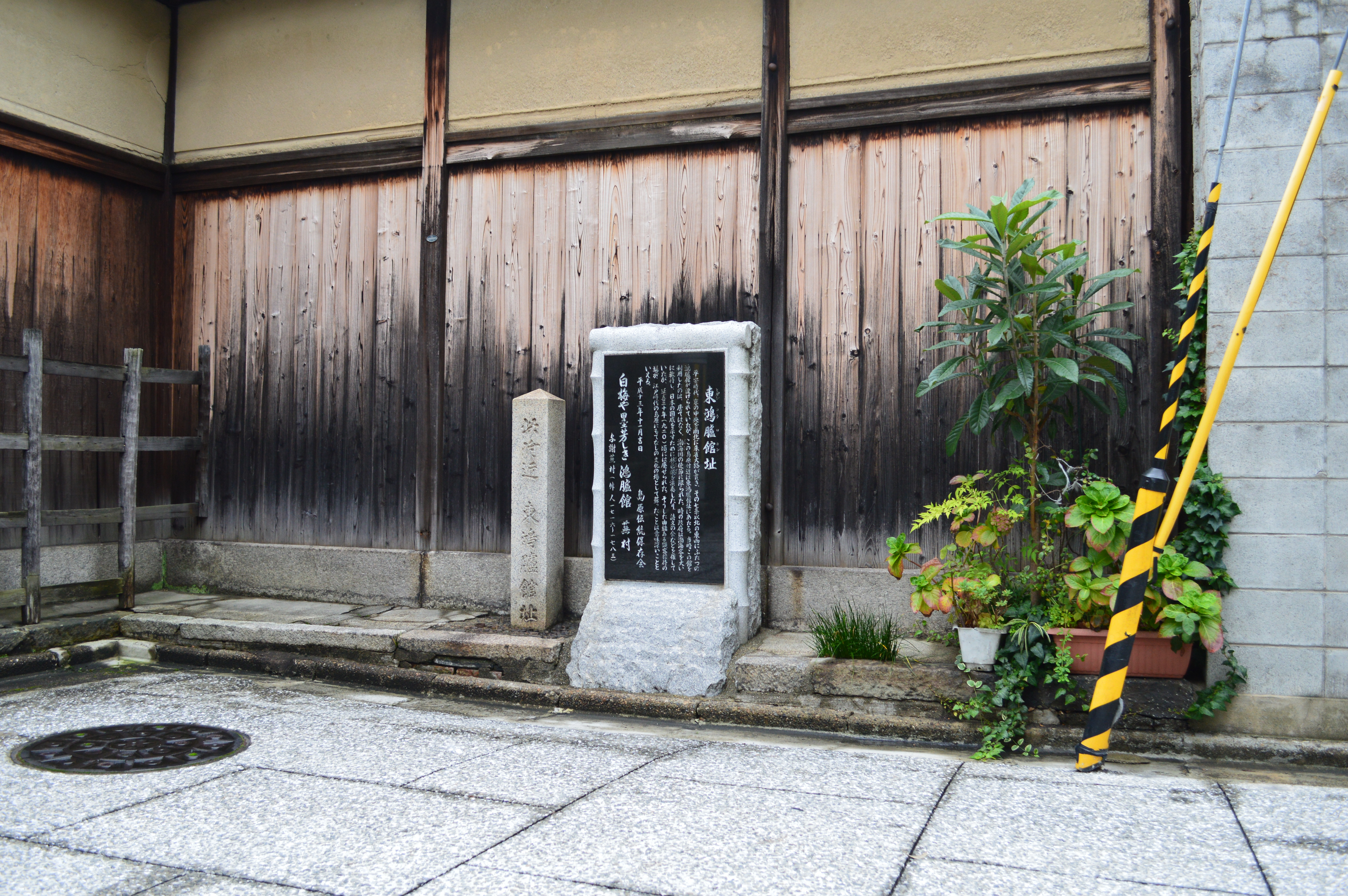
東鴻臚館阯碑（下京区西新屋敷揚屋町）
ただし、碑は東鴻臚館推定跡地からは北方100mに位置する。

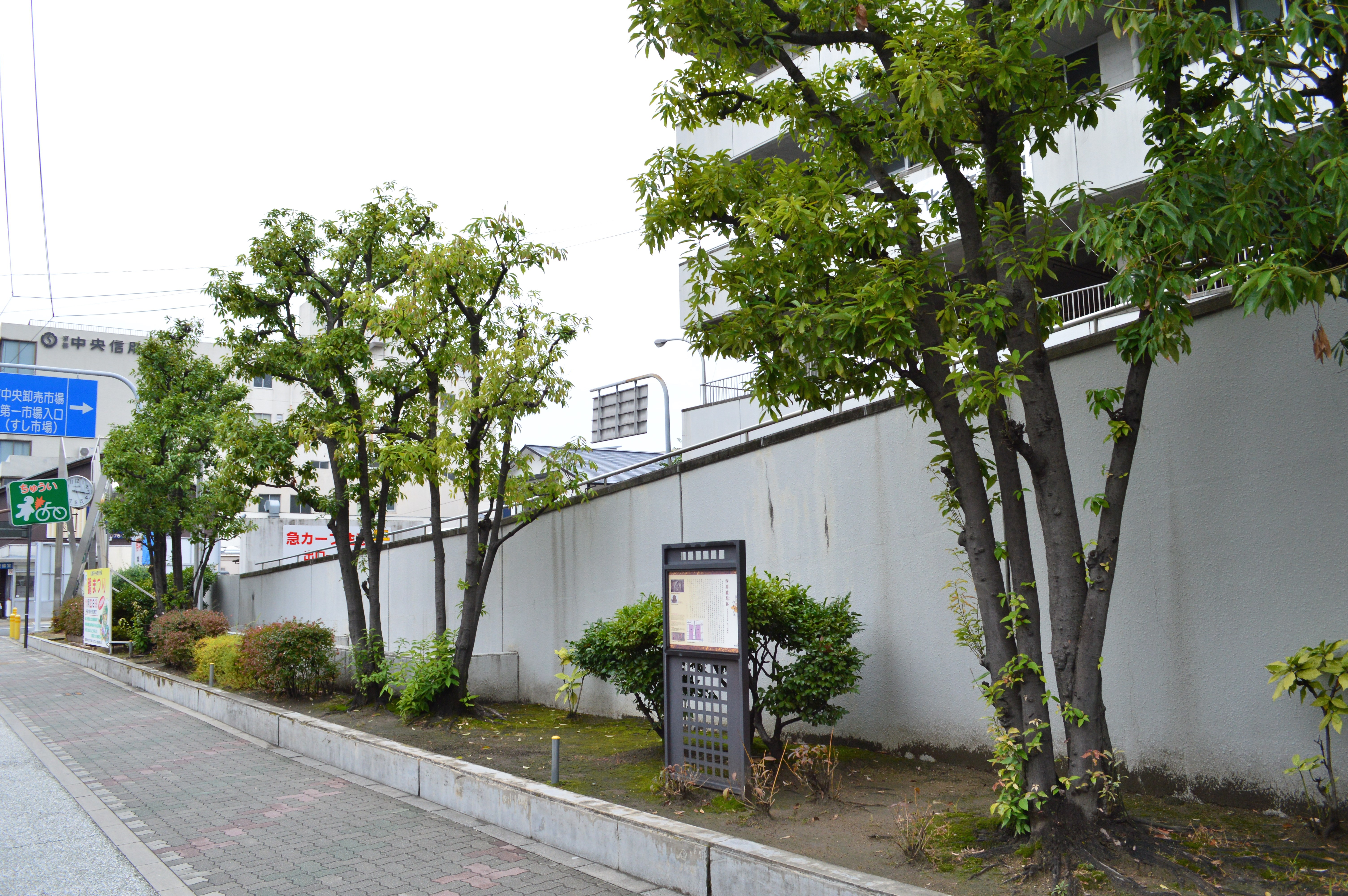
西鴻臚館跡説明板（下京区朱雀堂ノ口町）
説明板は西鴻臚館推定跡地の南東隅に位置する。背景は京都市中央卸売市場第一市場。

平安京の遷都が延暦13年（794年）であり、平安京の鴻臚館は3つのうちで最も遅くに設立された客館となる。
当初は朱雀大路南端の羅城門の両脇に設けられていた。東寺・西寺の建立のため弘仁年間（810年 - 824年）に朱雀大路を跨いだ七条に東鴻臚館・西鴻臚館として移転。現在の京都府京都市下京区、JR丹波口駅の南東附近に位置した。天長10年（833年）の『令義解』にある鴻臚館は平安京の鴻臚館を指している。
平安京の鴻臚館はおもに渤海使を迎賓していた。「北路」にて来訪した渤海使は能登客院（石川県羽咋郡志賀町か）や松原客館（福井県敦賀市）に滞在して都からの使者を迎え、使者に伴われて都に上り、鴻臚館に入った。都の鴻臚館で入朝の儀を行ったのち、内蔵寮と交易し、次に都の者と、その次に都外の者と交易をした。しかし渤海王大仁秀治世に日本との関係に変化が生じて交易が減退。日本側では824年に右大臣藤原緒嗣により「渤海使は国賓ではなく貿易商人である」と判断されて、以降12年に一度とされる（のちに6年に一度に緩和）。東鴻臚館は承和6年（839年）に典薬寮所管の御薬園へと改められた。さらに渤海国が契丹（東丹国、遼）によって滅亡（926年）させられたのちは当然だが渤海使の来朝は無くなり。施設は衰え、鎌倉時代の頃に消失した。一説には延喜20年（920年）の頃に廃止されたともされる。
末期の鴻臚館の状態について、以下の史実がある。村上天皇が天徳元年7月27日（957年8月25日）に意見封事を求める綸旨を出し、同年12月27日（958年1月19日）に従五位上右少弁菅原文時(菅原道真の孫)が村上天皇に対し『意見封事三箇条』を提出した。全3条のうち、役人・貴族の堕落を取り締まるべきとする内容の2か条に続き、第3条において「請不廃失鴻臚館懐遠人励文士事」（外交の再建と文芸の振興の観点からの鴻臚館復活）の論を展開している（『本朝文粋』・『群書類従』）。すなわち渤海滅亡から30年後のこの時点で鴻臚館は「復活」させねばならない状態だったことがわかる。
『源氏物語』第1帖『桐壺』には、鴻臚館滞在の高麗の人相占いの元を光源氏が訪れる様子が書かれている。また江戸時代には与謝蕪村が「白梅や墨芳しき鴻臚館」と詠っている。今では大正4年（1915年）に建てられた東鴻臚館址の碑が下京区西新屋敷揚屋町に残るのみである。